# Список вооружения и военной техники сухопутных войск Франции
Сухопутные войска Франции имеют на вооружении танки, боевые машины пехоты, бронетранспортёры, артиллерию различной мощности, противотанковые ракетные комплексы, зенитные ракетные комплексы. Подавляющее большинство образцов военной техники разработано и произведено в самой Франции.

## Бронетехника
| Изображение                    | Тип              | Производство | Назначение                     | Количество | Примечания |
| Танки                          | Танки            | Танки        | Танки                          | Танки      | Танки |
| ------------------------------ | ---------------- | ------------ | ------------------------------ | ---------- | --- |
|                                | Leclerc          | Франция      | Основной боевой танк           | 215        | |
| Боевые машины пехоты           |                  |              |                                |            | |
|                                | VBCI VCI         | Франция      | Боевая машина пехоты           | 515        | |
|                                | VBCI VPC         | Франция      | Боевая машина пехоты           | 107        | |
| Боевые разведывательные машины |                  |              |                                |            | |
|                                | EBRC Jaguar      | Франция      | Боевая разведывательная машина | 62         | Призван постепенно заменить в Вооружённых силах Франции боевые бронированные машины разведки и огневой поддержки AMX-10RC и ERC 90 Sagaie. |
|                                | ERC-90D Sagaie   | Франция      | Боевая разведывательная машина | 40         | |
|                                | AMX-10RC         | Франция      | Боевая разведывательная машина | 210        | |
| Бронетранспортёры              |                  |              |                                |            | |
|                                | VBMR Griffon     | Франция      | Бронетранспортер               | 587        | |
|                                | VBMR-L Serval    | Франция      | Бронетранспортер               | 189        | |
|                                | VMBR Griffon VOA | Франция      | Коандно-штабная машина         | 11         | |
|                                | VAB              | Франция      | Бронетранспортер               | 1800       | Машины самых различных модификаций. |
|                                | VAB VOA          | Франция      | Коандно-штабная машина         | 40         | |
|                                | BvS-10           | Швеция       | Бронированный вездеход         | 49         | |
|                                | Aravis           | Франция      | Бронеавтомобиль                | 20         | |
|                                | VBL VB2L         | Франция      | Бронеавтомобиль                | 1134       | |
|                                | VBL Ultima       | Франция      | Бронеавтомобиль                | 246        | |
|                                | PVP              | Франция      | Бронеавтомобиль                | 1151       | |

## Противотанковые комплексы
| Изображение                                   | Тип                                           | Производство                                  | Назначение                                    | Количество                                    | Примечания                                                                    |
| Самоходные противотанковые ракетные комплексы | Самоходные противотанковые ракетные комплексы | Самоходные противотанковые ракетные комплексы | Самоходные противотанковые ракетные комплексы | Самоходные противотанковые ракетные комплексы | Самоходные противотанковые ракетные комплексы                                 |
| --------------------------------------------- | --------------------------------------------- | --------------------------------------------- | --------------------------------------------- | --------------------------------------------- | ----------------------------------------------------------------------------- |
|                                               | VAB-VCAC MILAN                                | Франция                                       | Самоходный ПТРК                               | 64                                            | VAB с установленным на крыше ПТРК Милан.                                      |
|                                               | VAB Akeron                                    | Франция                                       | Самоходный ПТРК                               | 113                                           | VAB с установленным на крыше ПТРК Akeron MP.                                  |
| ПТУР                                          |                                               |                                               |                                               |                                               |                                                                               |
|                                               | Eryx                                          | Франция                                       | ПТРК                                          | Неизвестное количество                        |                                                                               |
|                                               | Milan                                         | Франция                                       | ПТРК                                          | Неизвестное количество                        | Несколько сотен ПТРК поставлено Францией и Италией Украине в 2022-2023 годах. |
|                                               | Akeron MP                                     | Франция                                       | ПТРК                                          | Неизвестное количество                        |                                                                               |
|                                               | FGM-148 Javelin                               | США                                           | ПТРК                                          | Неизвестное количество                        | Постепенно заменяются на Akeron MP.                                           |

## Артиллерия
| Изображение        | Тип      | Производство | Назначение                    | Количество             | Примечания                                                             |
| РСЗО               | РСЗО     | РСЗО         | РСЗО                          | РСЗО                   | РСЗО                                                                   |
| ------------------ | -------- | ------------ | ----------------------------- | ---------------------- | ---------------------------------------------------------------------- |
|                    | M270 LRU | США          | РСЗО                          | 9                      | В 2022 году Франция передала Украине 4 из 13 своих установок M270 LRU. |
| Гаубицы и миномёты |          |              |                               |                        |                                                                        |
|                    | AUF1     | Франция      | 155-мм САУ                    | 32                     |                                                                        |
|                    | CAESAR   | Франция      | 155-мм САУ                    | 60                     |                                                                        |
|                    | TRF1     | Франция      | 155-мм самодвижущаяся гаубица | 12                     | Планируется заменить все TRF1 на САУ CAESAR.                           |
|                    | RTF1     | Франция      | 120-мм миномёт                | 132                    |                                                                        |
|                    | LLR 81mm | Франция      | 81-мм миномёт                 | Неизвестное количество |                                                                        |

## Средства ПВО
| Изображение | Тип     | Производство | Назначение | Количество             | Примечания                                                       |
| ----------- | ------- | ------------ | ---------- | ---------------------- | ---------------------------------------------------------------- |
|             | Mistral | Франция      | ПЗРК       | Неизвестное количество | Подарено Францией Украине перед российским вторжением 2022 года. |

## Инженерное оборудование
| Изображение                      | Тип                   | Производство          | Назначение                          | Количество             | Примечания |
| Машины разминирования            | Машины разминирования | Машины разминирования | Машины разминирования               | Машины разминирования  | Машины разминирования |
| -------------------------------- | --------------------- | --------------------- | ----------------------------------- | ---------------------- | --- |
|                                  | AMX-30B2 DT           | Франция               | Бронированная машина разминирования | 10                     | |
| БРЭМ                             |                       |                       |                                     |                        | |
|                                  | Leclerc DNG           | Франция               | БРЭМ                                | 17                     | |
|                                  | AMX-30D               | Франция               | БРЭМ                                | 27                     | |
|                                  | AMX-30EBG             | Франция               | БРЭМ                                | 38                     | |
| [Изображения отсутствуют]        | VAB Echelon           | Франция               | БРЭМ                                | Неизвестное количество | Оборудован гидравлическим стреловым краном и лебедками для вытаскивания других застрявших VAB. |
| Понтонные мосты и мостоукладчики |                       |                       |                                     |                        | |
|                                  | EFA                   | Франция               | Передвижной понтонный мост          | 20                     | |
|                                  | PFM                   | Франция               | Передвижной понтонный мост          | 70                     | В 2013 году на вооружении находилось 70 машин. Состояние на 2024 год неизвестно. |
|                                  | PTA SPRAT             | Франция               | Штурмовой мостоукладчик             | 18 10                  | SPRAT является более новой модификацией штурмового моста PTA. |
| Прочее инженерное оборудование   |                       |                       |                                     |                        | |
|                                  | VAB Génie             | Франция               | Бронированная инженерная машина     | 72                     | |
|                                  | Buffalo               | ЮАР                   | Бронированная инженерная машина     | 4                      | |
|                                  | Matenin               | Франция               | Машина минирования                  | 12                     | Он построен компанией Nexter в партнерстве с американской компанией Alkan. В кузове машины установлено устройство Минотавр, предназначенное для автоматического минирования с помощью противотанковых мин HPD и ACPM. |

## Самолёты
| Изображение | Тип                | Производство | Назначение                                     | Количество | Примечания                                                                          |
| ----------- | ------------------ | ------------ | ---------------------------------------------- | ---------- | ----------------------------------------------------------------------------------- |
|             | PC-6B Turbo Porter | Швейцария    | Лёгкий военно-транспортный самолёт             | 5          | Также используется в качестве десантного самолёта 11-й воздушно-десантной бригадой. |
|             | TBM-700 TBM-700B   | Франция      | Лёгкий турбовинтовой самолёт общего назначения | 5 3        |                                                                                     |

## Вертолёты
| Изображение            | Тип                           | Производство       | Назначение                                         | Количество       | Примечания |
| Боевые вертолёты       | Боевые вертолёты              | Боевые вертолёты   | Боевые вертолёты                                   | Боевые вертолёты | Боевые вертолёты |
| ---------------------- | ----------------------------- | ------------------ | -------------------------------------------------- | ---------------- | --- |
|                        | Eurocopter Tiger HAD          | Франция / Германия | Ударный вертолёт                                   | 50               | Улучшенная версия Tiger HAP с увеличенной грузоподъёмностью. |
|                        | Eurocopter Tiger HAP          | Франция / Германия | Ударный вертолёт                                   | 17               | Будут обновлены до версии HAD. |
| Многоцелевые вертолёты |                               |                    |                                                    |                  | |
|                        | AS555UN Fennec                | Франция / Германия | Легкий многоцелевой вертолет                       | 18               | |
|                        | Gazelle SA341F Gazelle SA342M | Франция            | Многоцелевой вертолет Ударный вертолёт             | 86               | Транспортный вертолёт. Некоторые оснащены 20-мм пушкой М621. Противотанковая версия вертолёта для французской армии. Вооружен четырьмя ракетами Euromissile HOT. |
| Транспортные вертолёты |                               |                    |                                                    |                  | |
|                        | EC120 Colibri                 | Франция / Германия | Легкий многоцелевой / военно транспортный вертолет | 35               | В лизинге |
|                        | AS532UL Cougar                | Франция            | Средний военно-транспортный вертолёт               | 24               | |
|                        | NH90 TTH                      | Франция / Германия | Средний военно-транспортный вертолёт               | 57               | |
|                        | SA330 Puma                    | Франция            | Средний военно-транспортный вертолёт               | 46               | |
|                        | EC225LP Super Puma            | Франция / Германия | Средний военно-транспортный вертолёт               | 2                | |
|                        | H225M Caracal                 | Франция / Германия | Средний военно-транспортный вертолёт               | 8                | |

## БПЛА
| Изображение | Тип                 | Производство | Назначение                  | Количество | Примечания                                                                                  |
| ----------- | ------------------- | ------------ | --------------------------- | ---------- | ------------------------------------------------------------------------------------------- |
|             | Safran Patroller    | Франция      | Разведовательный БПЛА       | 14 БПЛА    | Первые 5 БПЛА были доставлены в 2022 году.                                                  |
|             | Thales Spy'Ranger   | Франция      | Разведовательный БПЛА       | 210 БПЛА   | В 2017 году было заказано 70 систем (210 БПЛА) как замена для EADS DRAC.                    |
|             | EADS DRAC           | Франция      | Разведовательный БПЛА       | 160 систем | Изначально было заказано 160 систем EADS DRAC. В 2020х будут заменены на Thales Spy’Ranger. |
|             | ECA IT180 DroGen    | Франция      | Разведовательный БПЛА       | 10 БПЛА    | В 2012 году дрон было заказано 10 единиц для французской армии.                             |
|             | Novadem NX70        | Франция      | Малый разведовательный БПЛА | 50+ БПЛА   |                                                                                             |
|             | Black Hornet Nano 3 | Норвегия     | Малый разведовательный БПЛА | 400 БПЛА   |                                                                                             |